# Лурье, Михаил Юдимович
Михаил Юдимович Лурье (1896—1980, Москва) — советский ученый в области теплотехники, лауреат Сталинской премии (1946 за 1944 год).

## Биография
Родился в городе Климовичи Могилёвской губернии, брат — акушера-гинеколога Александра Лурье.
С 1917 по 1923 год — студент МВТУ, ученик и в дальнейшем соратник Леонида Константиновича Рамзина.
С 1922 года работал в Теплотехническом институте (с 1930 года — ВТИ им. Ф. Э. Дзержинского, с 1943 г. — Всесоюзный теплотехнический НИИ им. Дзержинского). Заместитель заведующего, с 1933 года — заведующий сушильной лабораторией.
С мая 1928 по июнь 1929 года находился в командировке в Германии. В 1930—1933 годах работал в Особом бюро ОГПУ вместе с А. С. Бакаевым и А. В. Сапожниковым, занимался совершенствованием баллиститных порохов.

## Научные труды
Автор учебника, выдержавшего несколько изданий:
- Сушильное дело . Общий курс . Л. , Кубуч, тип. «Печатня» . 1934 . Переплет , 403 , [ 3 ] с . , с илл .
- Сушильное дело [Текст]/ М. Ю. Лурье. Изд. 2-е, перераб. М.: Госэнергоиздат, 1938. — 384 с.
- Сушильное дело: учеб. пособие / M.Ю. Лурье. — М.: Гос. Изд-во, 1948. 712с.

## Награды и звания
Доктор технических наук (1940), профессор (1935).
Лауреат Сталинской премии (1946 за 1944 год) — за разработку и внедрение в промышленность контактного способа сгущения сульфитных щелоков.
Орден Трудового Красного Знамени (1946).